# Municipio de Butler (condado de Butler, Pensilvania)
El municipio de Butler (en inglés: Butler Township) es un municipio ubicado en el condado de Butler en el estado estadounidense de Pensilvania. En el año 2000 tenía una población de 17.185 habitantes y una densidad poblacional de 308.6 personas por km².

## Geografía
El municipio de Butler se encuentra ubicado en las coordenadas 40°51′15″N 79°55′39″O / 40.85417, -79.92750.

## Demografía
Según la Oficina del Censo en 2000 los ingresos medios por hogar en la localidad eran de $41,274 y los ingresos medios por familia eran $51,824. Los hombres tenían unos ingresos medios de $41,486 frente a los $24,818 para las mujeres. La renta per cápita para la localidad era de $21,218. Alrededor del 6,9% de la población estaban por debajo del umbral de pobreza.